# Rechtsschutzsaal

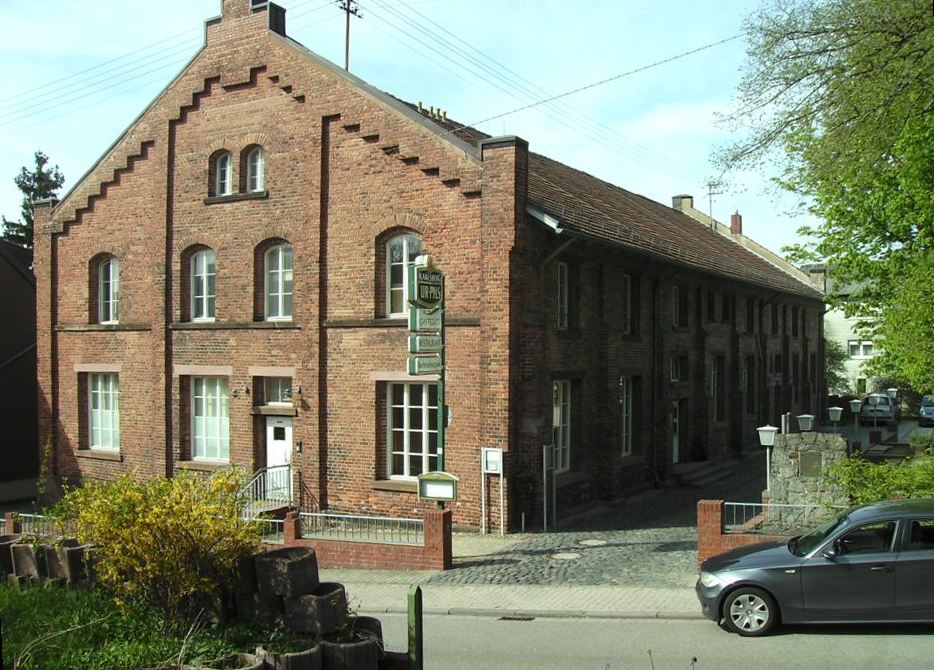
Der Rechtsschutzsaal (2011)

Der Rechtsschutzsaal ist ein ehemaliges Vereinshaus in Bildstock, heute ein Stadtteil von Friedrichsthal im Regionalverband Saarbrücken. Das Gebäude entstand zwischen 1891 und 1892 als Versammlungsstätte des Rechtsschutzvereins für die bergmännische Bevölkerung des Oberbergamtsbezirks Bonn, einer frühen gewerkschaftlichen Organisation der Bergarbeiter im Saarrevier. Der Rechtsschutzsaal gilt als ältestes deutsches Gewerkschaftsgebäude; er ist ein Kulturdenkmal im Sinne des saarländischen Denkmalschutzgesetzes.

## Geschichte
Der Rechtsschutzverein für die bergmännische Bevölkerung des Oberbergamtsbezirks Bonn entstand im Juni 1889 nach einem Streik der Bergarbeiter im Saarrevier. Ausgelöst von einem Arbeitskampf im Ruhrgebiet waren am 23. Mai 1889 etwa 11.500 Bergarbeiter in den Streik getreten. Die Nachrichten vom Streik an der Ruhr trafen an der Saar auf eine Situation, in der bei seit Herbst 1887 anziehender Konjunktur die Löhne stagnierten, die Lebensmittelpreise stiegen, die Arbeitszeiten ausgeweitet wurden und der Beschwerdeweg vom Arbeitgeber, dem preußischen Staat, zunehmend beschnitten wurde. Eine gewerkschaftliche Organisation der Bergarbeiter an der Saar war zuvor nicht vorhanden gewesen, die Sozialdemokraten im Saargebiet kaum aktiv. Erster Vorsitzender des Rechtsschutzvereins wurde der Bergmann Nikolaus Warken, genannt Eckstein. Warken hatte bereits zuvor Versammlungen von Bergarbeitern geleitet, die häufig unter freiem Himmel stattfanden und oft von den preußischen Behörden verboten wurden. Deshalb plante der Rechtsschutzverein, dem im August 1891 20.000 Bergarbeiter angehörten, den Bau eines eigenen Vereinsheimes in Bildstock, wo die ersten Versammlungen von Bergleuten im Vorfeld des Maistreiks stattgefunden hatten.

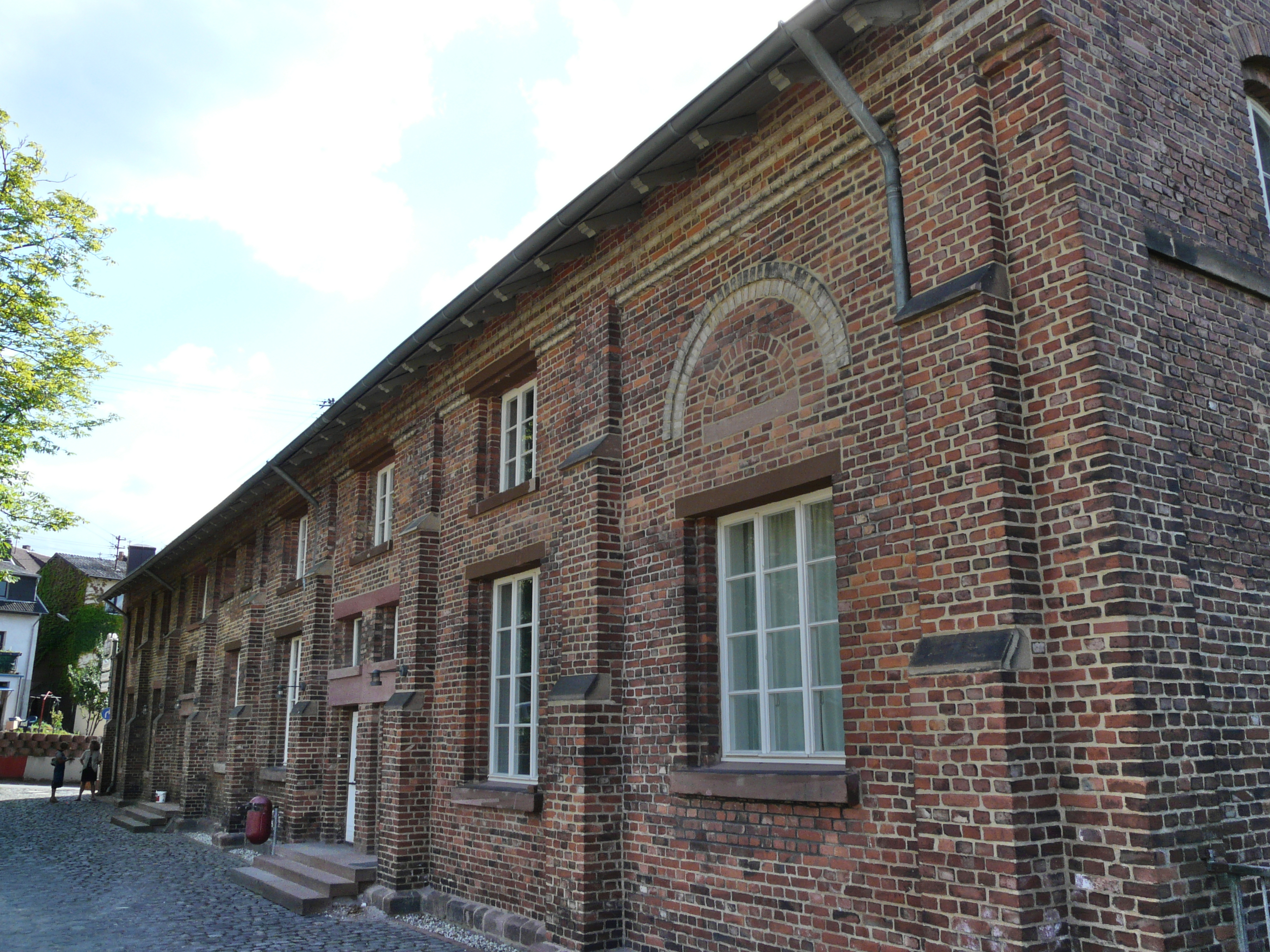
Seitenansicht des Rechtsschutzsaals (2010)

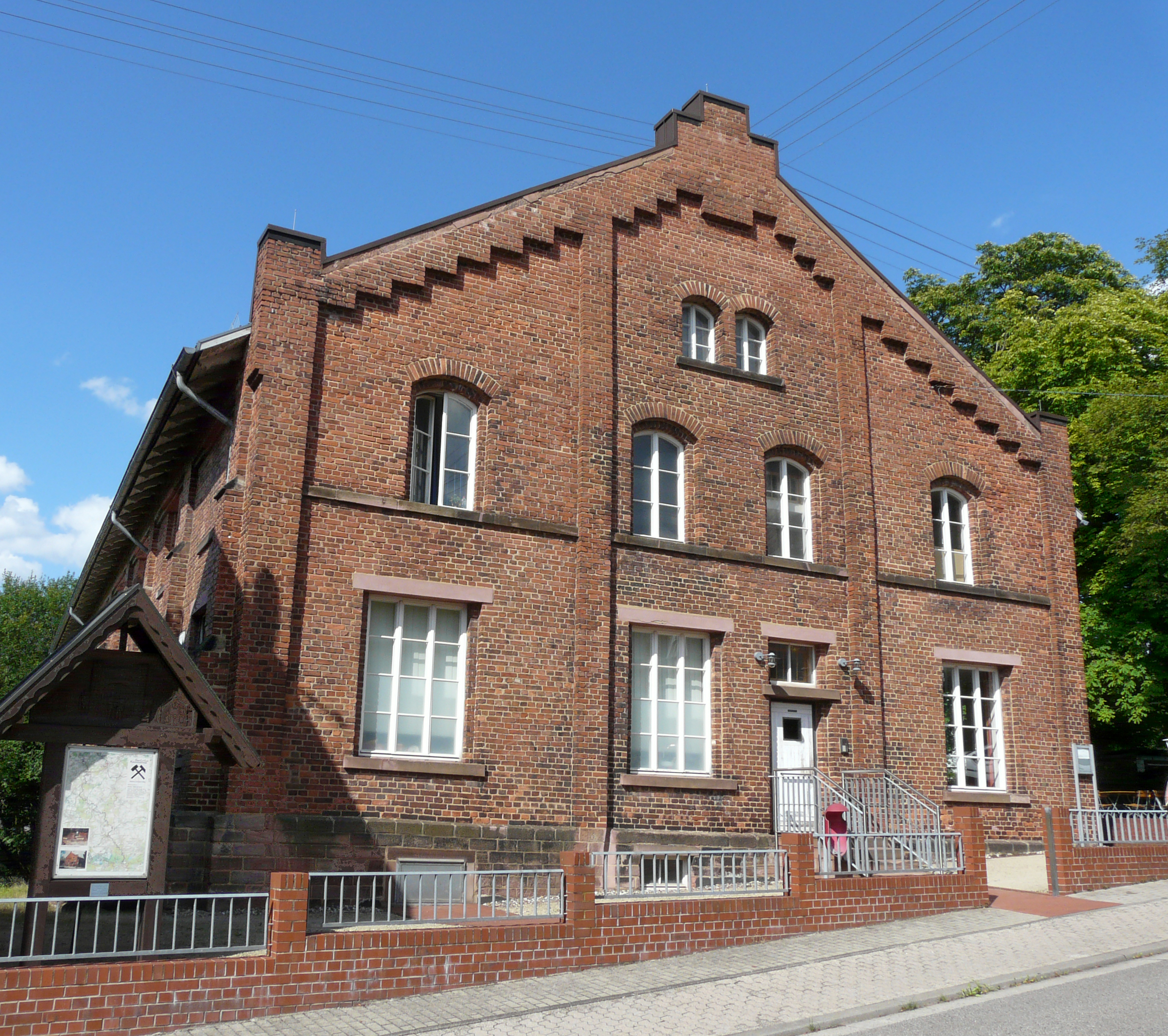
Giebelwand des Rechtsschutzsaals (2010)

Der Entwurf des Rechtsschutzsaales stammte von dem Architekten Heinrich Güth, der später zahlreiche Wohnhäuser in Saarbrücken plante. Das Grundstück stellte Nikolaus Kron, Gastwirt und Kassierer im Rechtsschutzverein, zur Verfügung. Nach der Grundsteinlegung im Mai 1891 entstand ein achtachsiger zweigeschossiger Backsteinbau. Im Erdgeschoss befand sich ein Versammlungssaal, der bei einer Grundfläche von 480 Quadratmeter Platz für knapp 1000 Personen bot. An der Fassade war die Losung „Einer für Alle – Alle für Einen“ angebracht. Jedes Mitglied sollte sich an den Baukosten von 50.000 bis 60.000 Mark durch eine Spende von einer Mark und zwei Backsteinen beteiligen. In einer Zeit von Auseinandersetzungen im Rechtsschutzverein über das Verhältnis zur Sozialdemokratie und Konflikten um die Kassenführung wurde der Bau des Rechtsschutzsaales von den Mitgliedern als „überwältigendes Gemeinschaftserlebnis“ empfunden, das den Verein stabilisierte. Der Bergmann Johann Meiser (1855–1918) aus Holz beschrieb in seinen nach 1911 entstandenen Lebenserinnerungen den Transport der Backsteine nach Bildstock
„Und so zogen oder vielmehr pilgerten ortsgruppenweise die Pilger aus jeder Gemeinde, jeder beladen mit zwei oder vier hartgebrannten Backsteinen, die sie mit dem Pickelseil zusammengebunden hatten, den Ecksteinkloben schmauchend oder Befreiungslieder singend dem Bildstock zu.“
An der Einweihungsfeier am 11. September 1892 nahmen mehrere Tausend Bergarbeiter mit ihren Familien teil. Im gleichen Monat hielt August Bebel eine Rede im Rechtsschutzsaal; am 1. Juni 1893 fand in dem Gebäude die einzige SPD-Wahlkampfveranstaltung im Saarrevier zur Reichstagswahl 1893 statt, auf der Wilhelm Liebknecht sprach. Bereits seit Mitte 1892 war der Keller des Saals zum Druck des Vereinsorgans Schlägel und Eisen genutzt worden.
Massenentlassungen während eines weiteren Streiks ab Dezember 1892 führten zum Zusammenbruch des Rechtsschutzvereins: Am 10. Januar 1893 entließ die preußische Bergwerksdirektion etwa 2500 Bergarbeiter, insbesondere Aktivisten des Rechtsschutzvereins. Eine Weiterbeschäftigung wurde vielfach vom Austritt aus dem Rechtsschutzverein abhängig gemacht; von Januar bis Juni 1893 sank die Mitgliederzahl von 20.228 auf 344. Im Sommer 1893 stellte der Rechtsschutzverein seine Aktivitäten ein und beschränkte sich bis zu seiner Auflösung im August 1896 auf die Abwicklung des Vereinsvermögens. 1894 wurde der Rechtsschutzsaal an die Schlossbrauerei Neunkirchen verkauft; 1895 erwarb der preußische Bergfiskus das Gebäude und nutzte es als Abendschule für junge Bergleute, als Kindergarten, als Haushaltsschule für Bergmannstöchter sowie für Wohnzwecke. Mit dem Kauf durch den Bergfiskus fand die „große Streikzeit“ von 1889 bis 1893 ihren „symbolischen Abschluß“; fortan stand das Gebäude als „Denkmal für Erfolg und Niederlage der Bergarbeiterbewegung auf einer Anhöhe über dem Sulzbachtal“, so der Historiker Horst Steffens.

## Stiftung Rechtsschutzsaal
1985 setzte sich der damalige Ministerpräsident des Saarlandes, Oskar Lafontaine, für den Erhalt des Rechtsschutzsaales ein, dessen Abriss zeitweise erwogen worden war. Zuvor im Besitz der Saarbergwerke, ging das Gebäude 1989 in den Besitz der Stadt Friedrichsthal über. Im Oktober 1990 wurde die Stiftung Rechtsschutzsaal errichtet, die sich um den Unterhalt des Gebäudes und die satzungsgemäße Nutzung kümmert. Das beinhaltet besonders die Durchführung von Veranstaltungen, die das industriekulturelle und sozialgeschichtliche Erbe würdigen. Außerdem wurde eine Schriftenreihe ins Leben gerufen, die in ihren Texten an die Arbeiterbewegung und -kultur erinnert.
Stiftungsmitglieder sind die Arbeitskammer des Saarlandes, die DGB Region Saar, die Stadt Friedrichsthal, das Saarland, der Regionalverband Saarbrücken, die IG Bergbau, Chemie, Energie, die RAG-Stiftung sowie die Hans-Böckler-Stiftung. Nach umfangreichen Sanierungsarbeiten, deren Kosten von drei Millionen DM zum Teil vom Land getragen wurden, wurde der Rechtsschutzsaal am 11. September 1996 als Veranstaltungsstätte wieder eröffnet. Das Gebäude ist Ausgangspunkt des Warken-Eckstein-Wegs, ein Wanderweg, der von Bildstock nach Hasborn, dem Wohnort Nikolaus Warkens, führt.
2020 wurde der Rechtsschutzsaal als eines von 26 Projekten in des Bundesprogramm „Nationale Projekte des Städtebaus“ aufgenommen. Neben Sanierungsmaßnahmen sollen die Mittel vor allem zur Einrichtung einer musealen Dokumentationsstelle eingesetzt werden.